# Nivelostato
Chave de nível é um instrumento sensor utilizado nas plantas industriais para detectar a presença de uma determinada substância ou variável inserida dentro de um vaso ou recipiente.